# Barna galóca
A barna galóca (Amanita regalis) a galócafélék családjába tartozó, hegyi fenyvesekben és bükkösökben előforduló, mérgező gombafaj. 

## Megjelenése
A barna galóca kalapjának átmérője 5–20 cm átmérőjű. Kezdetben gömb, majd félgömb alakú és idős korára laposra terül ki. Felszíne sima, bőrszerű, széle kissé bordázott. Színe barna vagy sárgásbarna, a közepén esetleg sötétebb árnyalatú. Felületének kb. felét sárgás-fehéres-szürkés pettyek (a burok maradványai) borítják. Bőre egészen a kalap közepéig lehúzható. A kalap húsa vastag, idősen elvékonyodik. Vizenyős, fehér vagy sárgásfehér színű, a kalapbőr alatt barnássárga. Vágva, megtörve nem színeződik el, .
Sűrűn álló lemezei nem nőttek a tönkhöz, színük fehér vagy kissé sárgás. Élük finoman fűrészes. 
Erőteljes tönkje 10–25 cm magas, 1,5-2,5 cm vastag, hengeres, belül üreges. Színe fehér vagy sárgásfehér. Alul jól fejlett gumó található rajta, amelynek felső részén a burokmaradványok több gyűrűt is alkotnak. A tönk közepe táján jól fejlett, hártyás, nem bordázott gallér látható, amelynek széle barnássárgán csipkézett.

### Hasonló fajok
Hasonlít hozzá a légyölő galóca, de annak kalapja élénkvörös vagy vörösbarna; a párducgalóca, amelynek húsa a kalap bőre alatt fehér; valamint az ehető piruló galóca, amelynek húsa elvágáskor erősen vörösödik. 

## Elterjedése és termőhelye
Eurázsiai és észak-amerikai elterjedésű faj. Európában főleg Skandináviában gyakori, de megtalálható Közép- és Kelet-Európában is. Nyugaton és délen hiányzik. Ezenkívül a Koreai-félszigeten, illetve Alaszkában is él. Magyarországon ritka faj, fenyvesekben, elvétve bükkösökben lehet találkozni vele.
A barna galóca savanyú talajú hegyi lombos- és fenyőerdőkben él. Különböző fafajokkal (pl. lucfenyő, erdeifenyő, nyír stb.) alkot gyökérkapcsoltságot. Júliustól szeptemberig terem.
Mérgező gomba, a légyölő galócához hasonlóan iboténsavat és muszcimolt tartalmaz. A mérget a főzés-sütés sem semlegesíti. Fogyasztásának tünetei: gyomorpanaszok, hányás, szédülés, nyáladzás, verejtékezés, hallucinációk, eszméletvesztés.

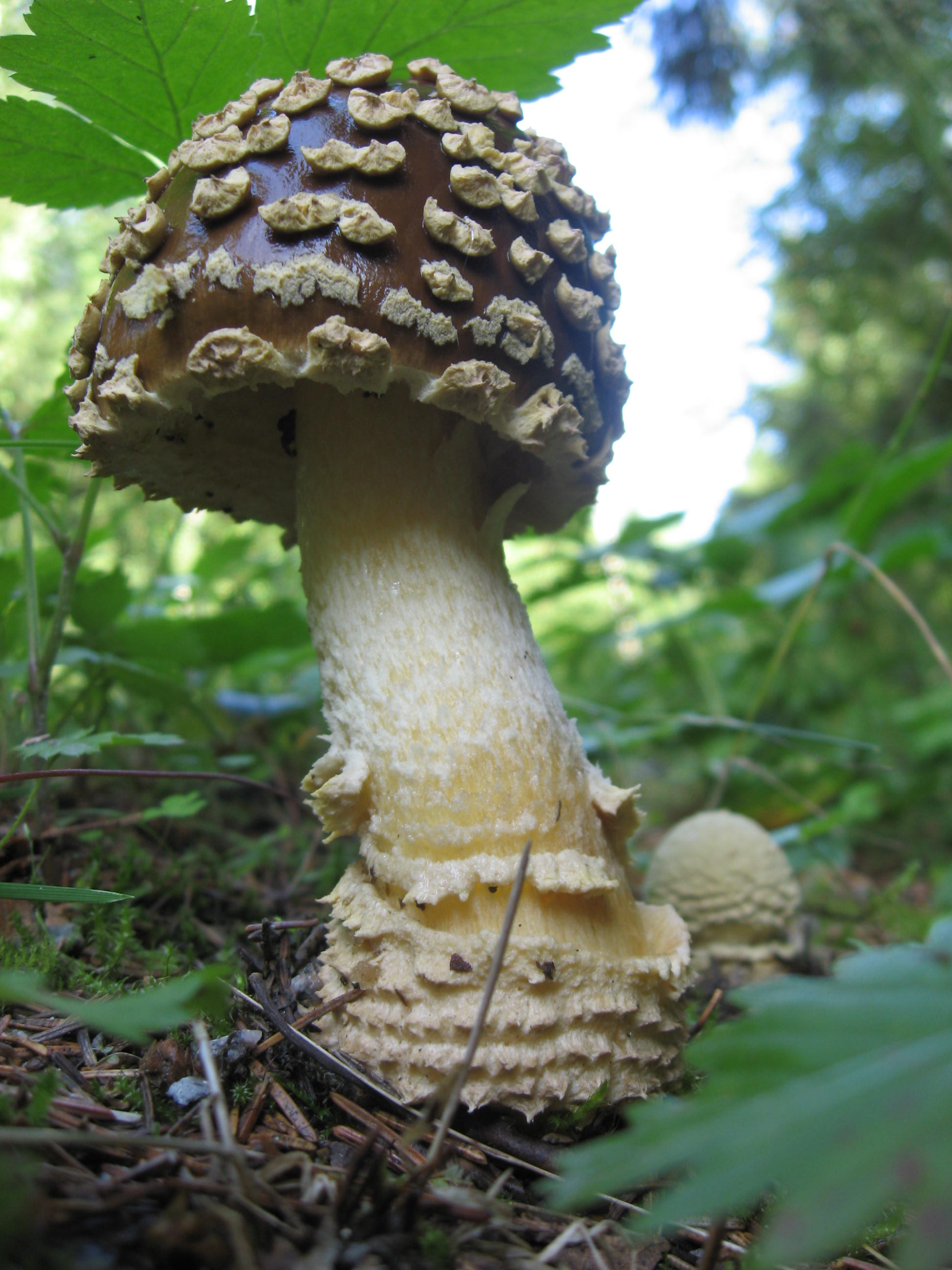
Fiatal barna galóca
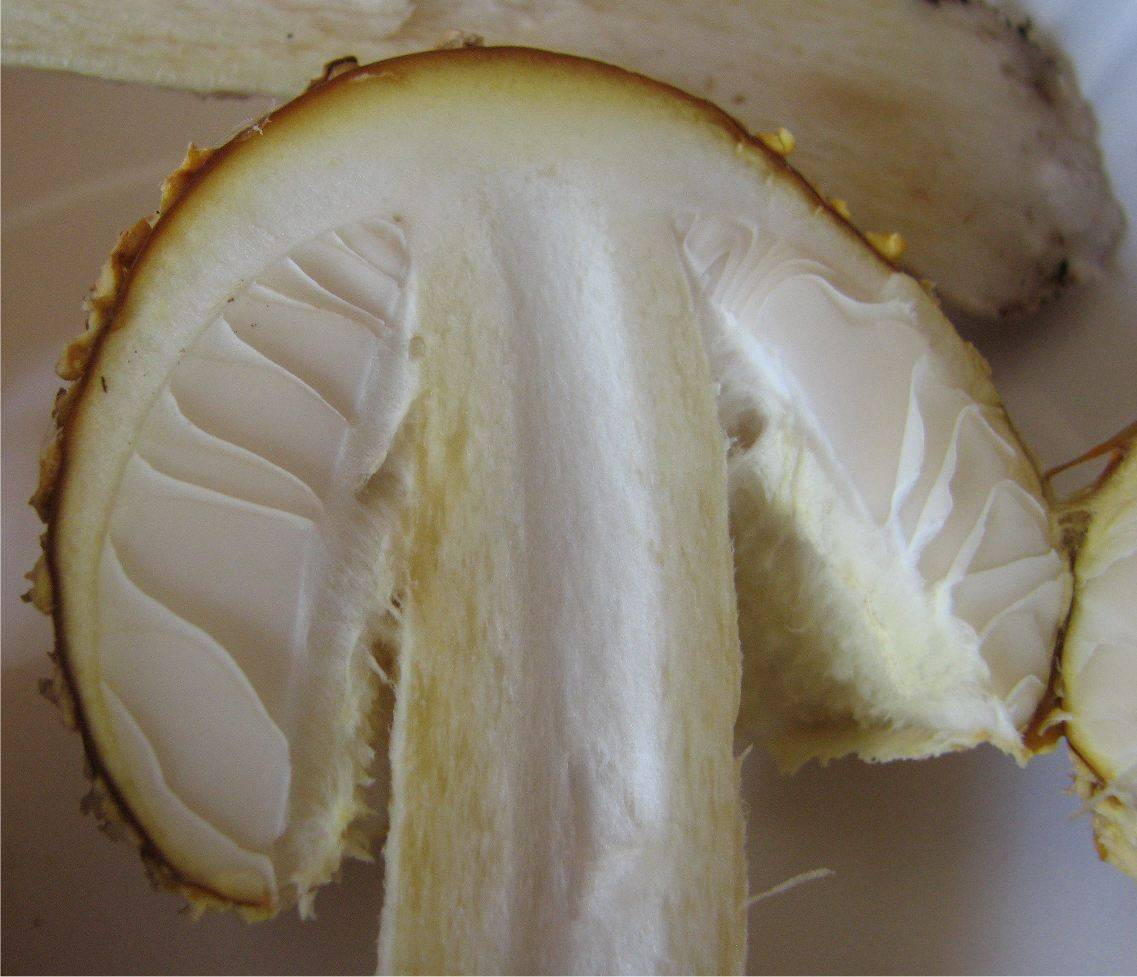
Keresztmetszete
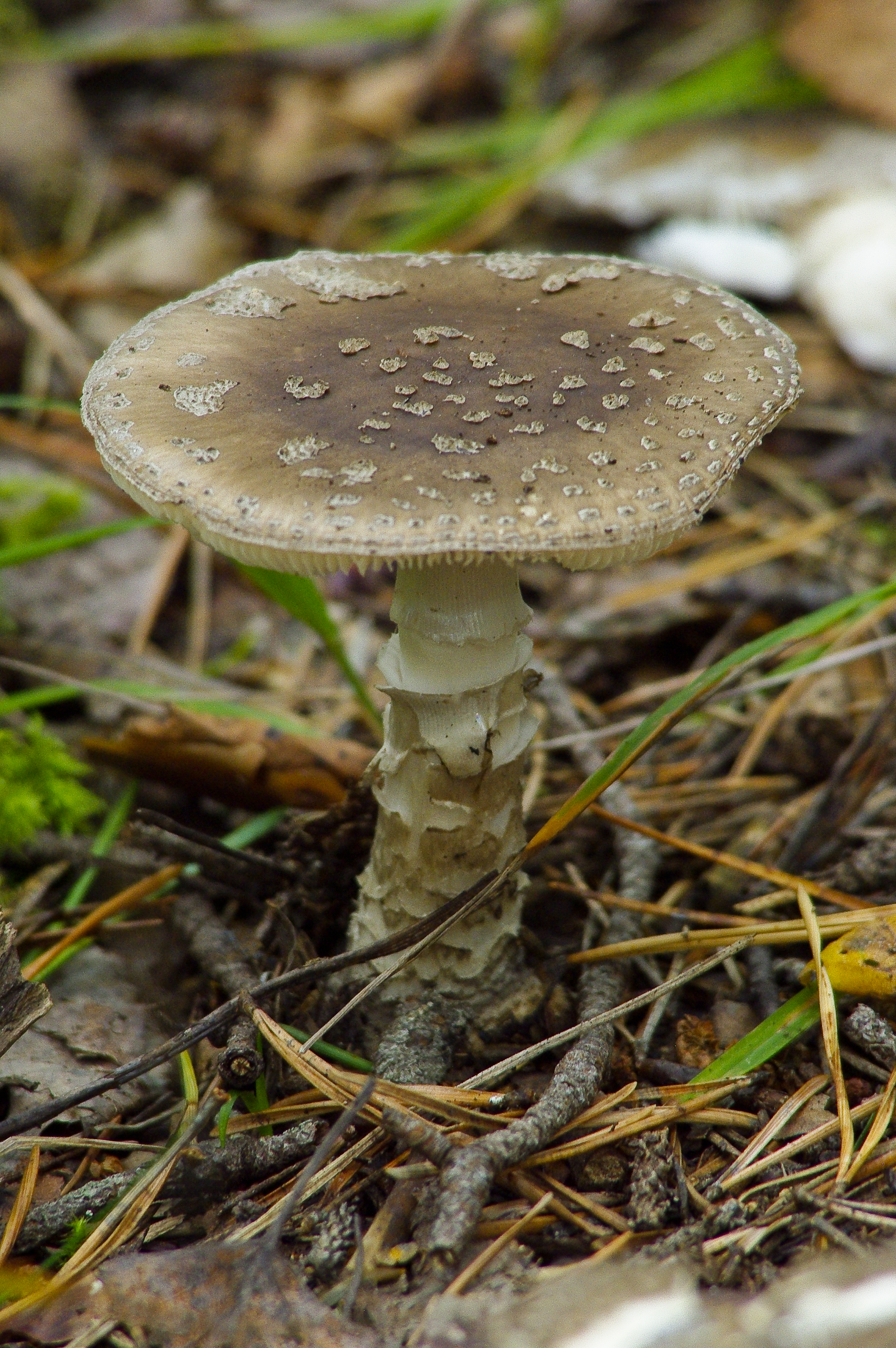
Idősebb gomba
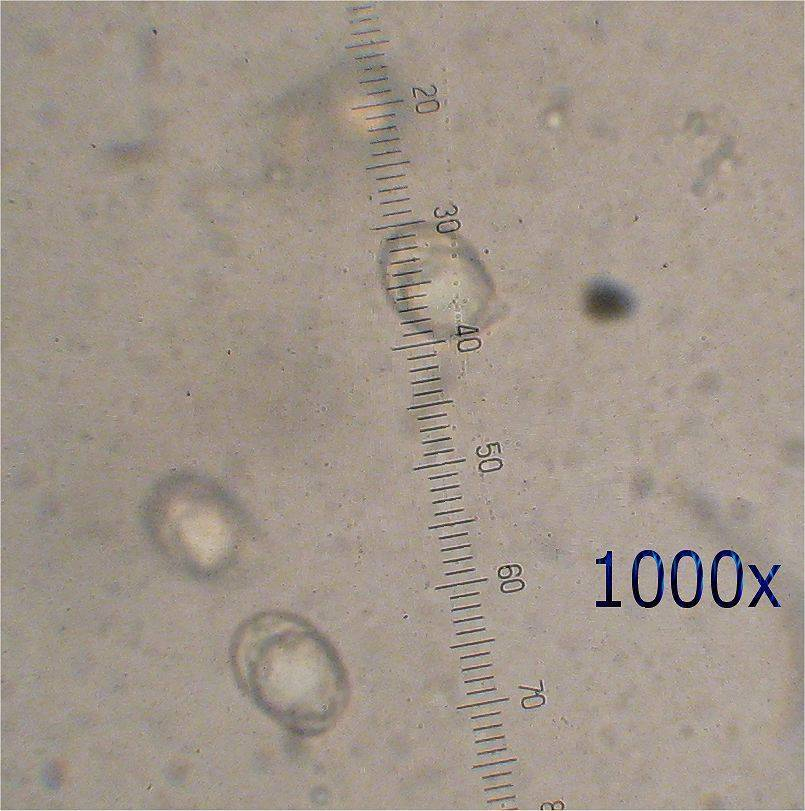
Spórái mikroszkópban